# Ellada, chōra tou fōtos
Ellada, chōra tou fōtos (in greco: Ελλάδα, χώρα του φωτός) è un singolo della cantante pop greca Kaitī Garbī e scritto da Dimosthenis Stringlis, presentato all'Eurovision Song Contest 1993 e il primo singolo dell'album Os ton paradeiso.
La canzone ha partecipato all'Eurovision Song Contest 1993 in rappresentanza della Grecia. ça canzone fu eseguita dopo la canzone belga di Barbara Dex e fu seguita da Under stjernerne på himlen del cantante danese Tommy Seebach Band. Alla fine della serata ricevette 64 punti, posizionandosi al nono posto su 25 partecipanti.
La canzone è un elogio della Grecia stessa, e Garbī canta della sua eredità intellettuale e culturale.